# Arnold Jackson

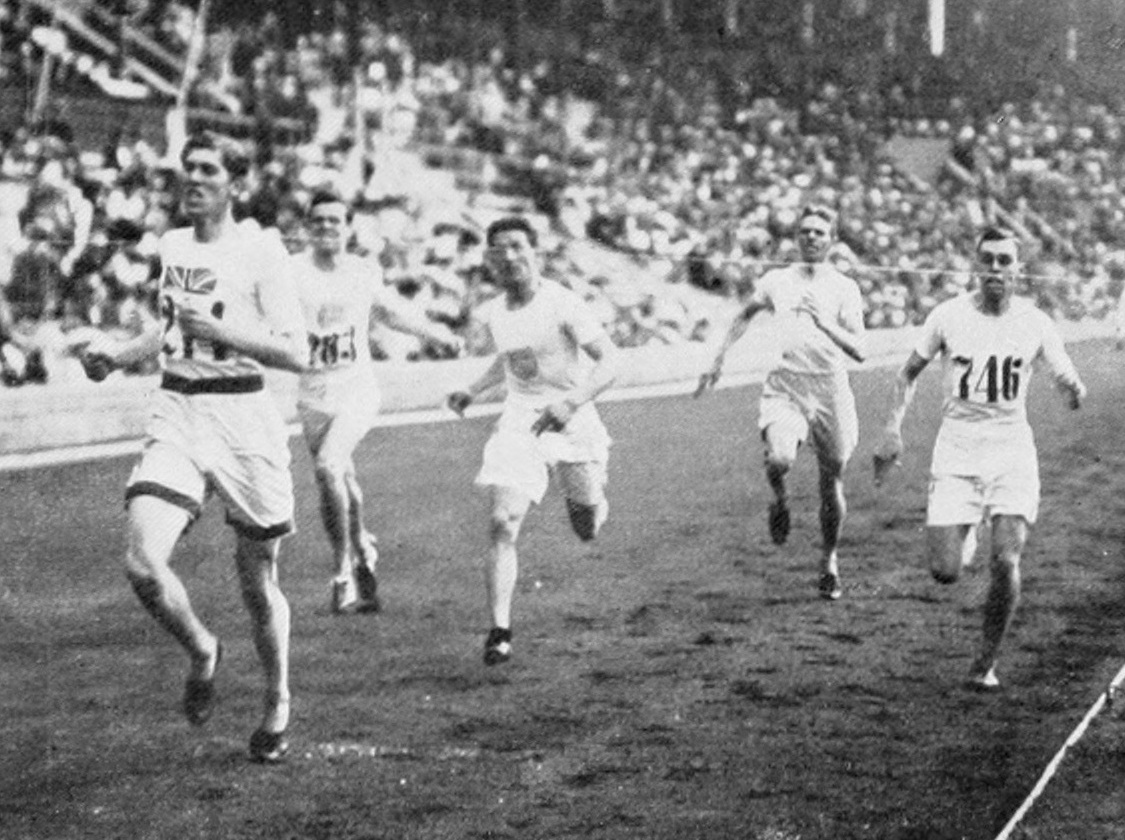
Jackson vencendo os 1500 m nos Jogos Olímpicos de Estocolmo.

Arnold Nugent Strode Strode-Jackson CBE (Addlestone,5 de abril de 1891 - Oxford, 13 de novembro de 1972) foi um atleta e militar britânico, campeão olímpico em Estocolmo 1912.
Vencedor dos 1500 m em Estocolmo, naquela que foi considerada na época como 'a maior corrida de todos os tempos', fez carreira no exército, chegando a ser o mais jovem brigadeiro-general do Exército Britânico, além de ser um dos mais condecorados oficiais durante a I Guerra Mundial.

## Carreira atlética
Jackson foi remador, jogador de hóquei e futebol na escola secundária, e como aluno da Universidade de Oxford venceu por três vezes a corrida da milha (1609 m) contra adversários da Universidade de Cambridge.  No verão de 1912, ele deixou suas férias na Noruega e foi de trem para a Suécia participar dos Jogos Olímpicos de Estocolmo. Como não havia sido escolhido para integrar a equipe britânica, inscreveu-se como atleta individual - permitido então pelas regras do COI.
Os norte-americanos tinham grande esperança de ganhar os 1500 m, já que dominavam a distância da milha na época e sete dos corredores na final da prova eram dos Estados Unidos. A prova começou num ritmo lento até a última volta, liderada por três corredores americanos, entre eles Abel Kiviat, o recordista mundial dos 1500 m e John Paul Jones, o recordista mundial da milha. No meio da volta final, Arnold e o americano Melvin Sheppard - campeão olímpico em Londres 1908 - juntaram-se ao grupo. 
Faltando 50 m, Jackson, Kiviat e Norman Taber tomaram a dianteira, deixando os outros para trás e, próximo a linha de chegada, ele assumiu a liderança, cruzando a faixa em 3m56s8, conquistando a medalha de ouro e estabelecendo novo recorde olímpico. Aos 21 anos, é ainda hoje o mais jovem campeão olímpico dos 1500 m.

## Carreira militar
Com o início das hostilidades da I Guerra Mundial em agosto de 1914, Jackson foi enviado para a França como segundo-tenente e lutou até o fim da guerra, chegando em 1918 a tenente-coronel e comandante de batalhão de rifles. Ferido três vezes, foi promovido a brigadeiro-general após a guerra, com apenas 29 anos de idade, e recebeu várias condecorações, entre elas a Ordem de Serviços Distintos, por mérito em combate.
Como membro da delegação britânica à Conferência de Paz de Paris de 1919, ele foi condecorado com a Ordem do Império Britânico por seu trabalho nela.

## Vida posterior
Jackson emigrou para os Estados Unidos em 1921, onde trabalhou na indústria do estado de Connecticut. Durante a II Guerra Mundial, foi adido militar do governador de Kentucky e oficial responsável pelo controle de carga vindo para os EUA do Canadá e do Reino Unido, em inspeções anti-sabotagem. Naturalizado norte-americano em 1945, viveu no país até a morte de sua mulher em 1963, quando retornou à Oxford, na Inglaterra, morrendo em novembro de 1972, aos 81 anos de idade. 